# Namco System 86
La System 86 o Namco System 86 fue usada por primera vez por Namco que debutó en 1986 con Genpei ToumaDe. Es la sucesora de Namco System 1
- CPU principal: Motorola 6809 @ 1.536 MHz
- CPU de sonido: Motorola 6809 @ 1.536 MHz
- MCU: Hitachi HD63701 @ 1.536 MHz
- Chips de sonido: Yamaha YM2151 FM sound chip + Namco custom 8 channel wavwtable stereo PSG + 2-channel DAC.
- Video: 4 scrolling 512x256 tilemap layers (64x32 characters) + 127 variable-sized sprites (up to 32x32) displayed at once
- Resolución: 228x224

## Lista de juegos de System 86
- Genpei ToumaDe
- Hopping Mappy
- Rolling Thunder
- Sky Kid Deluxe
- The Return of Ishtar
- Wonder Momo